# Вацлав Жаганьский
Вацлав Жаганьский (пол. Wacław żagański, нем. Wenzel von Sagan; 1420/1434 — 29 апреля 1488, Вроцлав) — князь Жаганьский (1439—1449, вместе с братьями Бальтазаром, Рудольфом и Яном II) и владелец половины Жаганьского княжества в Пшевузе (1449—1472).

## Биография
Представитель силезской линии польской династии Пястов. Третий сын Яна I (ок. 1385—1439), князя Жаганьского (1403—1439), и Схоластики Саксонской (1393—1463), старшей дочери курфюрста Рудольфа III Саксонского.
В апреле 1439 года после смерти отца Яна I Вацлав вместе с братьями Бальтазаром, Рудольфом и Яном II получил в совместное владение Жаганьское княжество. В 1449 году после раздела отцовских владений Бальтазар и Рудольф стали править в Жагани, а их младшие братья Вацлав и Ян II получили во владение Пшевузскую землю. Из-за психического заболевания Вацлав не участвовал в политической жизни. В 1454 году Ян II стал опекуном Вацлава и обязан был обеспечить ему соответствующие материальные условия. В 1472 году, когда Ян II продал Жаганьское княжество, включая Пшевуз, курфюрстам Саксонии Эрнсту и Альбрехту, Вацлав получил 2100 венгерских флоринов в качестве пенсии.
В 1476 году Вацлав отказался от своих претензий на Глогувское княжество за сумму в 400 венгерских гульденов и переехал во Вроцлав, где вступил в братство при костёле Святой Барбары. В 1478 году он составил завещание, в котором завещал своё состояние на строительство и оснащение костела Святой Барбары. После смерти Вацлав Жаганьский был похоронен в храме, который он поддерживал.